# Lissosculpta impexa
Lissosculpta impexa är en stekelart som först beskrevs av Tosquinet 1903.  Lissosculpta impexa ingår i släktet Lissosculpta och familjen brokparasitsteklar. Inga underarter finns listade i Catalogue of Life.